# Globochthonius pancici
Espèce
Synonymes
- Chthonius polychaetus pancici Ćurčić, 1972
- Chthonius pancici Ćurčić, 1972

Globochthonius pancici est une espèce de pseudoscorpions de la famille des Chthoniidae.

## Distribution
Cette espèce est endémique de Serbie. Elle se rencontre dans la grotte Pecina iznad Perućačkog vrela à Perućac.

## Description
La femelle holotype mesure 1,25 mm.

## Publication originale
- Ćurčić, 1972 : Nouveaux pseudoscorpions cavernicoles de la Serbie et de la Macedoine. Acta Musei Macedonici Scientiarum Naturalium, vol. 12, no 7, p. 141-159.